# Cixius reversa
Cixius reversa är en insektsart som beskrevs av Tsaur 1991. Cixius reversa ingår i släktet Cixius och familjen kilstritar. Inga underarter finns listade i Catalogue of Life.